# Champguyon
Champguyon ist eine französische Gemeinde mit 296 Einwohnern (Stand: 1. Januar 2022) im Département Marne in der Region Grand Est (vor 2016 Champagne-Ardenne). Sie gehört zum Arrondissement Épernay und zum Kanton Sézanne-Brie et Champagne.

## Geografie
Champguyon liegt etwa 85 Kilometer östlich des Pariser Stadtzentrums. Umgeben wird Champguyon von den Nachbargemeinden Morsains im Norden, Les Essarts-lès-Sézanne im Osten, La Noue im Südosten, Esternay im Süden, Neuvy im Südwesten, Joiselle im Westen sowie Tréfols im Nordwesten.

## Bevölkerungsentwicklung
| Jahr                       | 1962 | 1968 | 1975 | 1982 | 1990 | 1999 | 2006 | 2011 | 2018 |
| -------------------------- | ---- | ---- | ---- | ---- | ---- | ---- | ---- | ---- | ---- |
| Einwohner                  | 230  | 186  | 165  | 175  | 188  | 212  | 234  | 266  | 277  |
| Quellen: Cassini und INSEE |      |      |      |      |      |      |      |      |      |

## Sehenswürdigkeiten

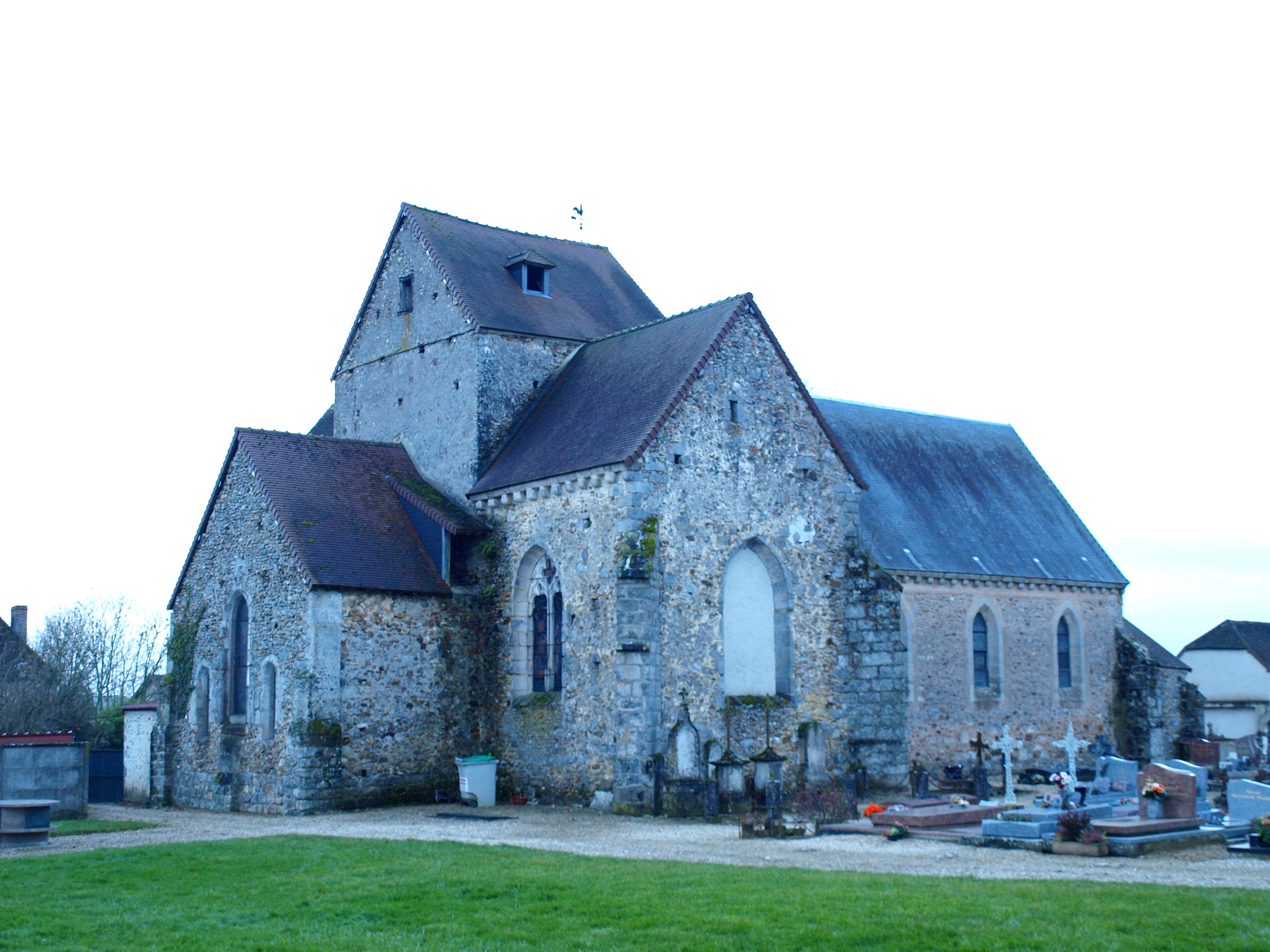
Kirche L’Invention-de-Saint-Étienne

- Kirche L’Invention-de-Saint-Étienne